# Nesticus akiensis
Nesticus akiensis là một loài nhện trong họ Nesticidae.
Loài này thuộc chi Nesticus. Nesticus akiensis được Takeo Yaginuma miêu tả năm 1979.